# فت من (فیلم)
فت من (انگلیسی: The Fat Man) فیلمی در ژانر فیلم نوار و جنایی به کارگردانی ویلیام کسل است که در سال ۱۹۵۱ منتشر شد. از بازیگران آن می‌توان به جولی لاندن، راک هادسن، و جان راسل اشاره کرد.